# Edward Bochyński
Edward Bochyński (ur. 22 lipca 1941 w Prószkowie, zm. 30 sierpnia 2011 w Opolu) – polski działacz samorządowy i partyjny, były I sekretarz KP PZPR w Prudniku, w latach 1982–1986 prezydent Opola.

## Życiorys
Syn Idziego i Marii. W 1960 wstąpił do Polskiej Zjednoczonej Partii Robotniczej. Zajmował kolejno stanowiska sekretarza Komitetu Gromadzkiego w Komprachcicach (1962–1966) oraz POP (1966) i Komitetu Gromadzkiego PZPR w Luboszycach (1968–1969). Później był instruktorem Wydziału Rolnego Komitetu Powiatowego PZPR w Opolu i sekretarzem tamże (1971–1973). W latach 1973–1975 ostatni I sekretarz Komitetu Powiatowego PZPR w Prudniku, w grudniu 1973 wybrany przewodniczącym Prezydium Powiatowej Rady Narodowej. Następnie od 1975 do 1982 kierował Wojewódzkim Związkiem Rolniczych Spółek Produkcyjnych. Od listopada 1982 do listopada 1986 pozostawał prezydentem Opola. Później przeszedł na fotel sekretarza ds. rolnych i ekonomicznych w Komitecie Wojewódzkim PZPR w Opolu (1986–1989), był w nim także członkiem egzekutywy (1980–1988).
Został pochowany na cmentarzu komunalnym w Opolu.